# George W. Corner
George Washington Corner (n. 12 decembrie 1889, Baltimore, America Britanică⁠(d), Regatul Marii Britanii – d. 28 septembrie 1981, Huntsville, Alabama, SUA) a fost un medic, zoolog, anatomist, embriolog, profesor și cercetător american, care a desfășurat activități de pionierat în domeniul pilulelor contraceptive. Cu un număr de zece diplome onorifice acordate de diferite universități, Corner a contribuit semnificativ la descoperirea progesteronului și a fost considerat atât istoric în domeniul medicinii, cât și umanist.

## Biografie

### Studii
George W. Corner s-a născut în Baltimore, SUA, pe 12 decembrie 1889, părinții săi fiind negustorul local George Washington Corner al II-lea și soția acestuia, Florence Evans. Tânărul George a studiat la Baltimore Boys Latin School. În continuare, Corner a urmat Universitatea Johns Hopkins, pe care a absolvit-o în 1909 și a obținut licența în medicină în 1913.

### Activitate
A predat ca asistent la Universitatea Berkeley din California între anii 1915-1919, apoi a revenit tot ca asistent la Universitatea Johns Hopkins, unde a rămas între 1919-1923. În 1923, rectorul universității, Benjamin Rush Rhees, l-a numit primul profesor de medicină la Universitatea Rochester, post finanțat de George Eastman și Fundația Rockefeller, cu un salariu anual de 6.000 de dolari. A preluat postul în 1924, după ce anterior lucrase o perioadă în laboratorul lui Ernest Starling din Anglia. Aici a deținut funcția de decan al facultății de anatomie. În 1940 s-a transferat la Carnegie Embryological Laboratory din Baltimore, unde a lucrat până în 1954.
În calitate de profesor, Corner a format specialiști în domeniul sănătății sexuale, precum: William Masters, Mary Calderone sau Alan Frank Guttmacher. Din acest punct de vedere, este considerat strămoșul sănătății sexuale și al contracepției. Mary Calderone în mod special a recunoscut contribuția lui în formarea ei profesională.
Numele său (alături de Willard Myron Allen) este legat de doi termeni medicali: testul Corner-Allen (pentru progestație) și unitatea Corner-Allen (o unitate de activitate progestațională la iepuri).

### Viața personală
În 1915 s-a căsătorit cu Betsy Lyon Copping, pe care o cunoscuse la Grenfell Medical Mission din Battle Harbor, Labrador, unde amândoi făceau voluntariat.
Corner a decedat pe 28 septembrie 1981, în casa fiului său din Huntsville, Alabama și a fost înmormântat în cimitirul Tioga Point din Pennsylvania.

## Distincții
Lucrarea lui Corner Ourselves Unborn: An Embryologist's Essay on Man: ISBN 978-0-300-13578-7 a fost susținută în cadrul sesiunilor publice Dwight H. Terry Lectureship în 1943-1944.
Corner a fost numit membru onorific în Royal Society of Edinburgh în 1951 și membru în Royal Society of London în 1955. De asemenea, a făcut parte din National Academy of Sciences din SUA, American Philosophical Society și American Academy of Arts and Sciences.

## Lucrări publicate
- Anatomical Texts of the Early Middle Ages (1927)
- Anatomy: Clio Medica (1930)
- Ourselves Unborn: An Embryologists Essay on Man (1943)
- Anatomist at Large (1958), prima sa autobiografie
- George Hoyt Whipple and his friends: the life-story of a Nobel prize pathologist (1963)
- A History of the Rockefeller Institute 1901-1953: Origins and Growth (1964)
- The Seven Ages of a Medical Scientist (autobiografie) (publicată în 1982)
- Attaining Manhood (destinat pre-adolescenților de sex masculin)
- Attaining Womanhood (destinat pre-adolescenților de sex feminin)